# Charles Howard Hodges
Charles Howard Hodges, né à Portsmouth en 1764 et mort à Amsterdam en 1837, est un graveur et peintre britannique ayant exercé la majeure partie de son activité artistique aux Pays-Bas où il s'est installé en 1792. 
Il fut principalement un peintre de portraits en vogue en Hollande où il fit celui de Louis Bonaparte, roi de Hollande mis sur le trône par son frère Napoléon Ier. Après le départ des troupes françaises de Hollande en 1813, il fut membre de la commission chargée de la restitution des œuvres d'art hollandaises pillées par le pouvoir napoléonien. 
Comme graveur il pratiquait la technique de la manière noire et fit les reproductions d'œuvres de Rubens, Antoine van Dyck et Rembrandt; une petite eau-forte signée de ses initiales représentant en buste cet artiste et son épouse (coll. privée), porte son nom et une dédicace amicale en anglais à un certain Verachter, puis la date très probablement ajoutée post mortem du 2 décembre 1843.

## Œuvres

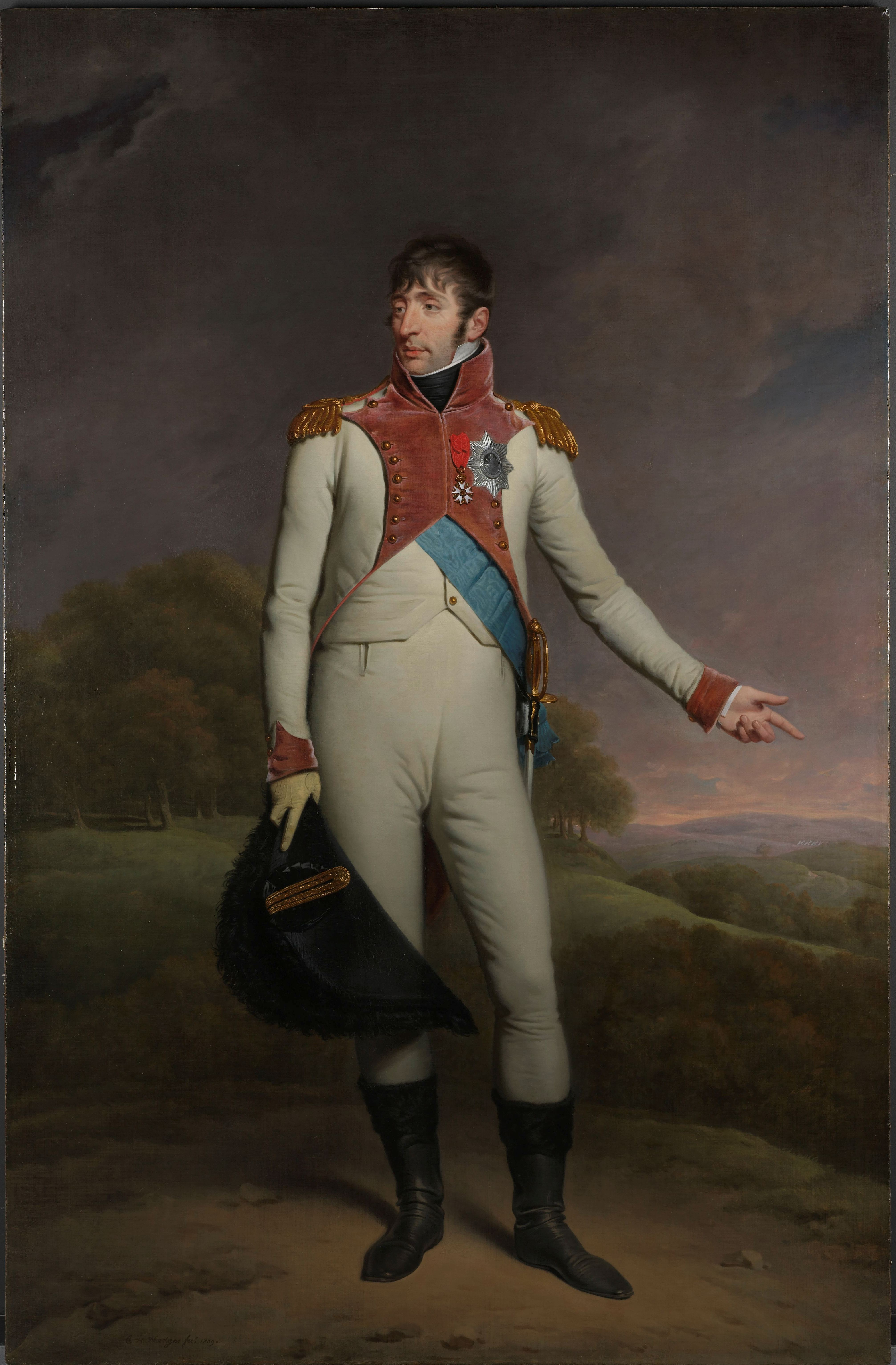
Portrait de Louis Bonaparte roi de Hollande (Rijksmuseum Amsterdam)
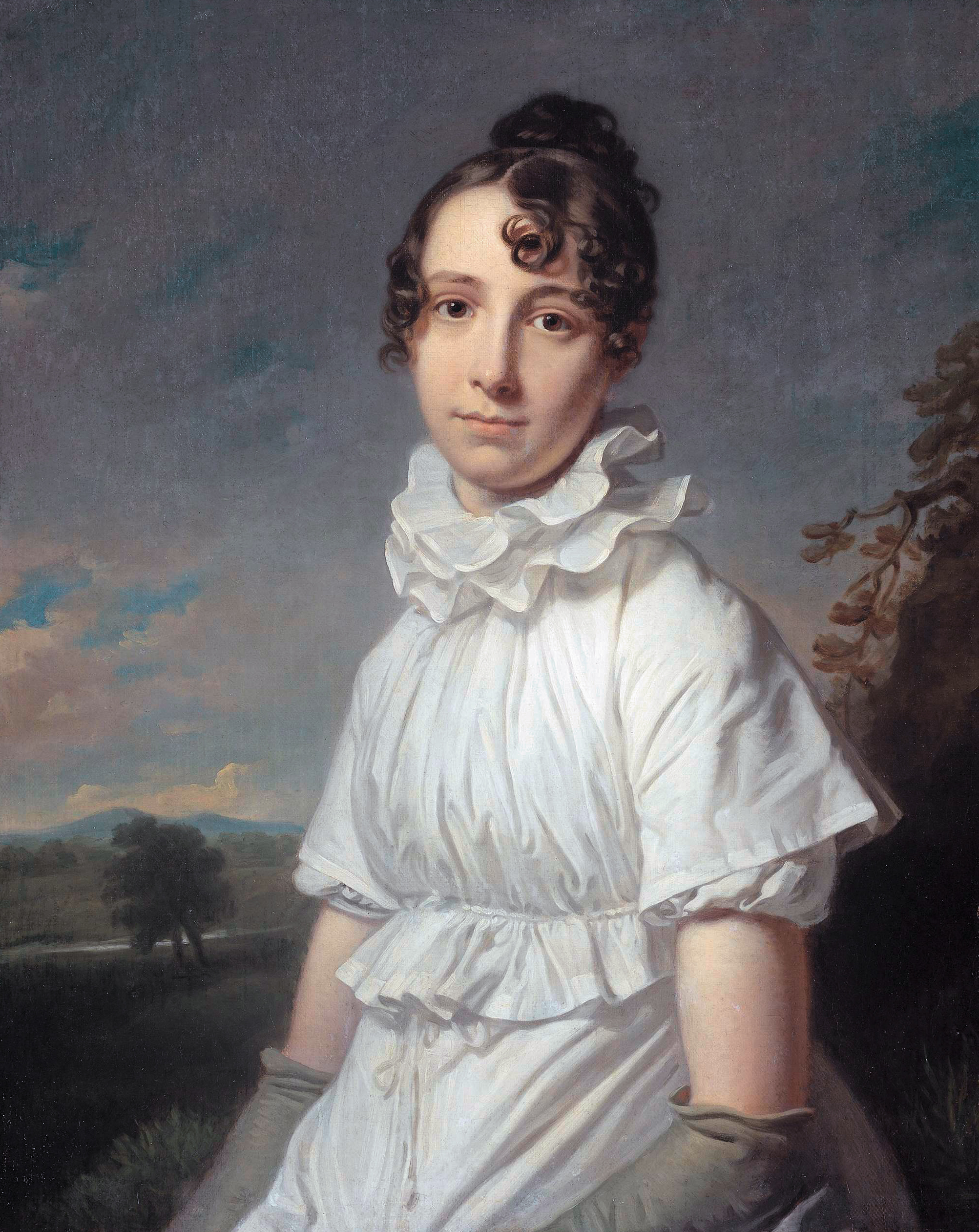
Portrait de sa fille Emma Jane, 1815
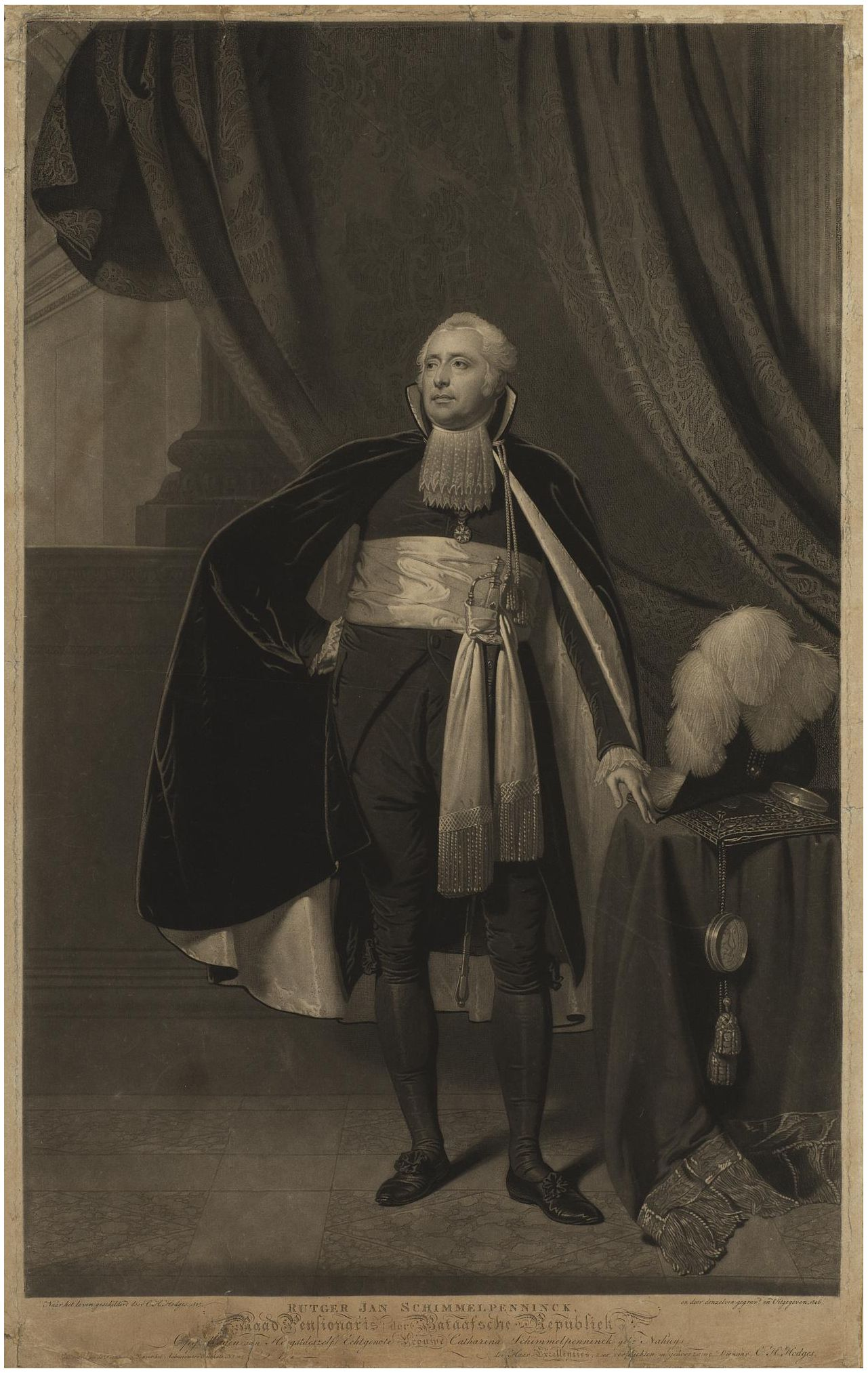
Rutger Jan Schimmelpenninck (1806)
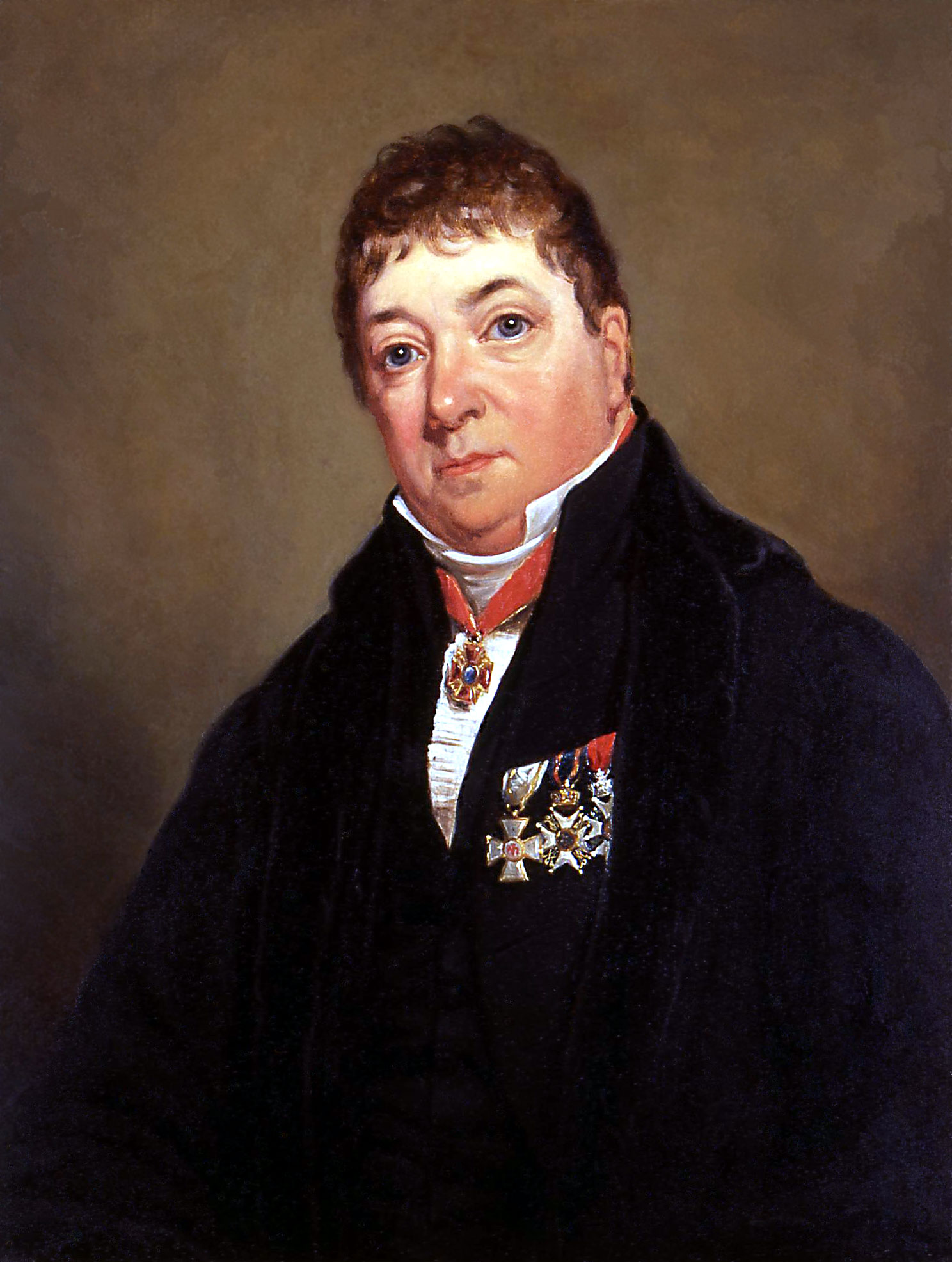
Sebald Justinus Brugmans
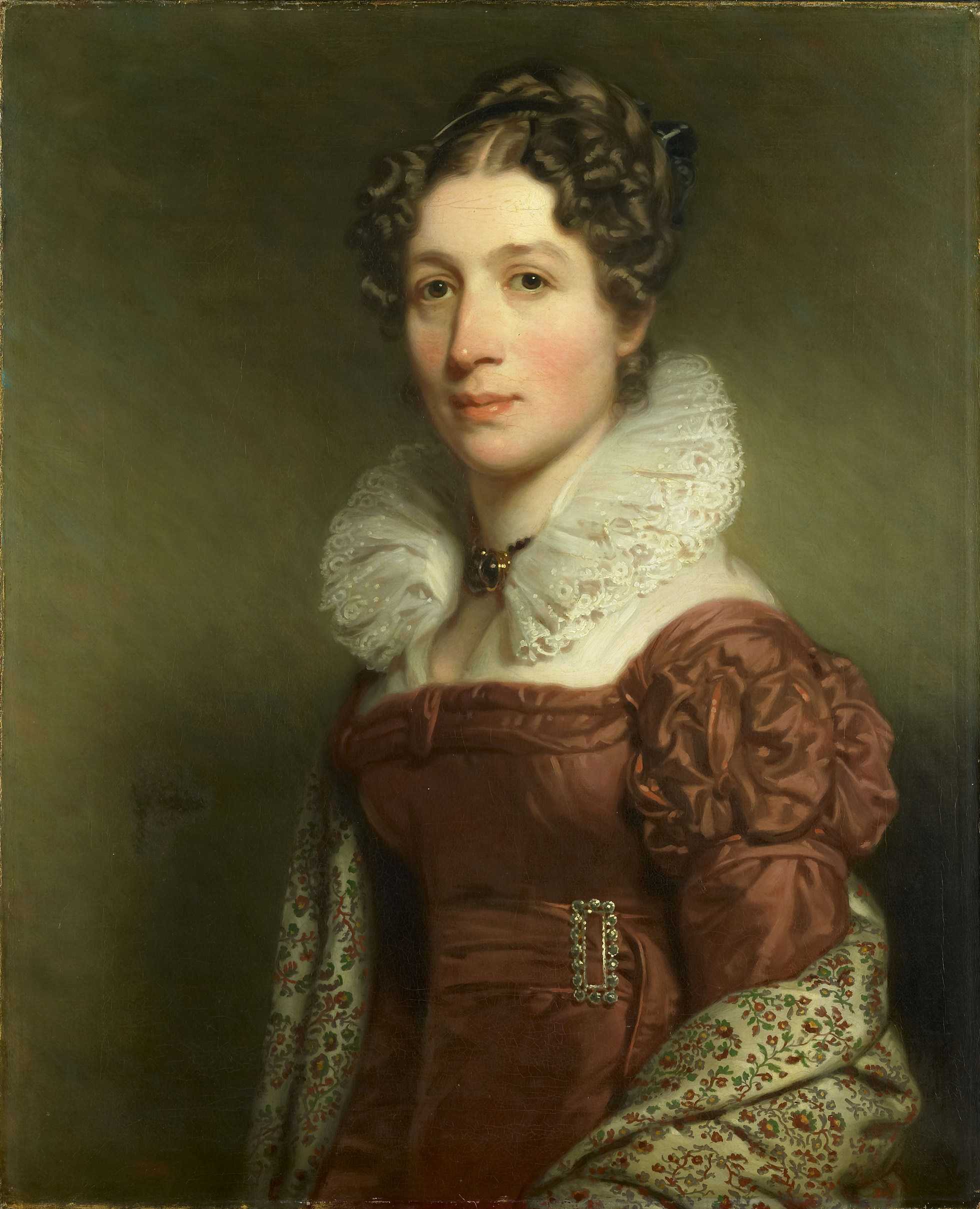
Jacoba Vetter (1837)

## Êlèves
Cornelis Kruseman  (1797 - 1857) 